# Land Speed Record
Land Speed Record – debiutancki album amerykańskiej grupy punkrockowej Hüsker Dü, wydany w styczniu 1982 roku przez wytwórnię New Alliance Records. Materiał nagrano 15 sierpnia 1981 podczas koncertu w klubie muzycznym 7th Street Entry w Minneapolis.
Album utrzymany jest w szybkim tempie, zawiera 17 utworów, trwających łącznie ponad 26 minut.

## Kontekst

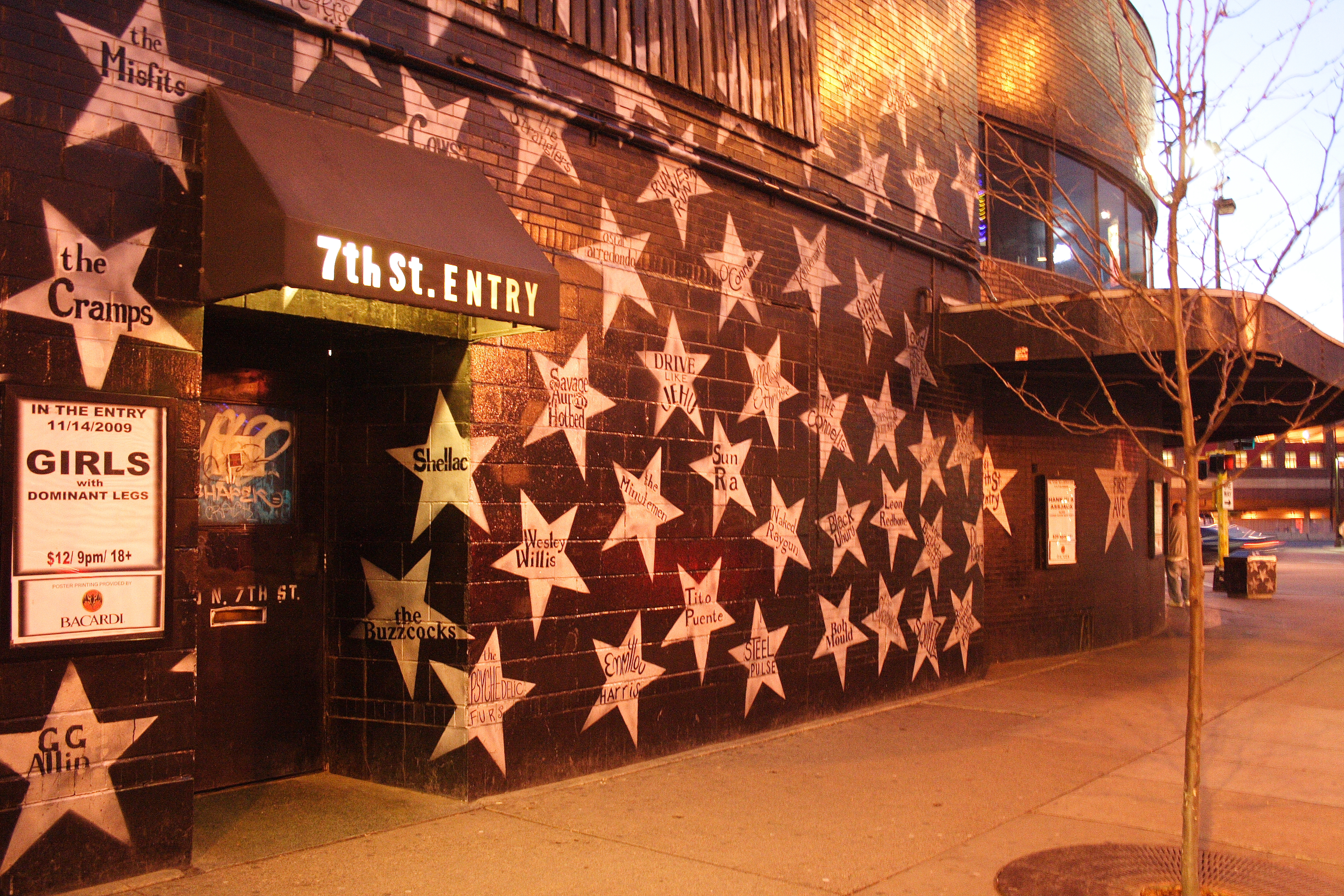
Koncert został nagrany w klubie 7th St Entry w Minneapolis

Zespół odbył siedmiotygodniową trasę po Kanadzie i zachodnim wybrzeżu Stanów Zjednoczonych. Podczas podróży poznali wokalistę Dead Kennedys Jello Biafrę i basistę Minutemen Mike’a Watta, którzy byli znanymi postaciami w punkrockowym undergroundzie. Kiedy członkowie grupy wrócili do Minneapolis, producent debiutanckiego singla („Amusement”) Terry Katzman stwierdził, iż zobaczył inny zespół. Nie mógł on uwierzyć, jak szybko grają muzycy. Członkowie zespołu brali w tym czasie amfetaminę w tabletkach, by osłabić apetyt spowodowany brakiem środków na jedzenie. Tytuł albumu nawiązuje zarówno do tempa utworów, jak i skłonności grupy do narkotyków.

## Nagrywanie i wydanie
Koncert został nagrany na dwuścieżkowym magnetofonie kosztem 350 dolarów. Po zarejestrowaniu występu, członkowie zespołu zdali sobie sprawę, że brakuje im środków finansowych na wydanie albumu. Przyjaciel grupy, Mike Watt zaproponował, że wyda płytę za pośrednictwem swojej wytwórni płytowej New Alliance Records. Wyprodukowano tysiąc kopii, które wyprzedano w ciągu kilku dni. Album był dystrybuowany do Wielkiej Brytanii przez wytwórnię Alternative Tentacles, której założycielem był Jello Biafra. Ogółem sprzedano ponad 10000 kopii, co stanowiło najlepszy wynik zespołu do momentu wydania dwupłytowego Zen Arcade. Ken Shipley z wydawnictwa Numero Group zwrócił uwagę, że oryginalna taśma z nagraniem występu została skradziona z furgonetki zespołu.

## Muzyka i teksty
Sporadycznie ukazuje się oswojony gitarowy hook lub riff, ale zanim zdążysz go umiejscowić, znika. Zespół istnieje tylko dzięki czystej sile swojej muzyki.

Land Speed Record prezentuje szybki i agresywny hardcore punk. Krótkie i proste utwory kontrastują z późniejszą twórczością zespołu, kiedy to zaczęli sięgać po elementy innych gatunków muzycznych (folk, jazz, pop, psychodelia). Zapowiedziami przyszłego kierunku grupy są bardziej melodyjny „Don't Try to Call” i wolniejszy „Data Control”. „Gilligan’s Island” jest parodią piosenki z czołówki serialu o tym samym tytule. Teksty utworów traktują o nieudanym związku („All Tensed Up”, „Don't Try to Call”, „I’m Not Interested”, „Don't Have a Life”), przemocy („Guns at My School”), wojnie („Push the Button”, „Ultracore”, „Let’s Go Die”), zagrożeniu konfliktem nuklearnym („Push the Button”), narkotykach („Gilligan’s Island”, „All Tensed Up”), transporcie publicznym („M.T.C.”), polityce („You're Naive”), konformizmie („Do the Bee”) oraz inwigilacji i globalizacji („Data Control”, którego tytuł nawiązuje do firmy Control Data Corporation).

## Opakowanie i oprawa graficzna
Oryginalne wydanie albumu zawierało wkładkę z tekstami utworów i datami nadchodzących koncertów. Okładka płyty to czarno-biała fotografia. Przedstawia ona groby pierwszych ośmiu amerykańskich żołnierzy poległych podczas wojny w Wietnamie. Jej autorem był perkusista i wokalista zespołu Grant Hart. Za słowami Boba Moulda zespół chciał w ten sposób sprzeciwić się wysyłaniu ludzi na wojnę.

## Odbiór

### Oceny krytyków
| AllMusic                      | [ 25 ] |
| Chicago Tribune               | [ 26 ] |
| Piero Scaruffi                | [ 27 ] |
| Robert Christgau              | B+     |
| The Rolling Stone Album Guide | [ 29 ] |

Album otrzymał zarówno pochlebne, jak i bardziej krytyczne opinie. Robert Christgau z The Village Voice stwierdził, że „Tak jak dobry ambient Briana Eno, ten nieprzerwanie szalony koncert zapewnia zadowalający obszar szczegółów”. Stephen Thomas Erlewine w swojej recenzji dla AllMusic napisał, że „Krótki minialbum koncertowy Land Speed Record pędzi poprzez swoje utwory niezależnie od melodii i riffów. Jako brzmieniowy blitzkrieg jest to całkiem imponujące, jednak niewielka część płyty wywiera trwałe wrażenie”.

### Prasa
Magazyn Noise porównał Hüsker Dü do zespołu Meat Puppets oraz wyróżnił „All Tensed Up”, „Guns at My School”, „Ultracore” i „Let’s Go Die” mianem najlepszych utworów albumu. Lefty Glasgow z czasopisma Op wyraził opinię: „Jestem rozdarty pomiędzy chwaleniem ich poglądów politycznych a przeklinaniem ich konformizmu”. Magazyn Coolest Retard napisał o albumie „koszmarnie intensywny”, a The End of the World „nadzwyczajnie szybki i chaotyczny”. Recenzent z pisma Misery zwrócił uwagę na ciągłość wykonania utworów oraz stwierdził: „Zwyczajnie jedna z najlepszych hardcorowych thrashowych płyt”.

### Dziedzictwo
Plakat z okładką płyty pojawił się w filmie Mniej niż zero z 1987 roku. W 1993 Apollo DeLucia wykonał cover całego albumu, każdy utwór w innym stylu (m.in. folk, reggae, synth pop). Na ten sam pomysł wpadł w 2016 roku zespół Lucifer X. Ponadto:
- „All Tensed Up” został wykonany przez grupy Motorhome w 1985 roku[36] oraz Acredine w 1997[37]
- „Bricklayer” został wykonany przez grupy Infestation of Ass w 2002 roku[38] oraz Oxidant w 2017[39]
- „Data Control” został wykonany przez grupy Atrox w 1985 roku[40] oraz Brown Angel w 2016[41]
- „M.T.C.” został wykonany przez zespół Motorhome w 1985 roku[36]
- „I’m Not Interested” został wykonany przez zespół Acredine w 1997 roku[37]

### Wyróżnienia
W 2015 roku magazyn Uncut umieścił Land Speed Record na liście 50 najlepszych amerykańskich albumów punkowych.

## Reedycje
Album został ponownie wydany w 1988 roku przez wytwórnię SST Records. Nowe edycja była dostępna w trzech formatach: na kasecie, płycie winylowej oraz płycie kompaktowej. Alternatywna wersja tej samej partii utworów została umieszczona na kompilacji Savage Young Dü z 2017 roku. Utwory „Bricklayer” i „Let’s Go Die” pojawiły się w wersji studyjnej na albumie Everything Falls Apart z 1983 oraz na jego reedycji Everything Falls Apart and More, wydanej w 1993 przez Rhino Records.

## Lista utworów
Wydanie CD z 1988 roku zawierało jedynie dwa utwory, po jednym przeznaczonym na każdą stronę albumu.
Strona pierwsza
| Nr | Tytuł utworu         | Muzyka      | Długość |
| -- | -------------------- | ----------- | ------- |
| 1. | „All Tensed Up”      | Bob Mould   | 2:00    |
| 2. | „Don't Try to Call”  | Mould       | 1:30    |
| 3. | „I’m Not Interested” | Grant Hart  | 1:31    |
| 4. | „Guns at My School”  | Mould       | 0:55    |
| 5. | „Push the Button”    | Hart        | 1:52    |
| 6. | „Gilligan’s Island”  | Hart        | 1:23    |
| 7. | „M.T.C.”             | Greg Norton | 1:09    |
| 8. | „Don't Have a Life”  | Norton      | 2:09    |
|    |                      |             | 12:29   |

Strona druga
| Nr | Tytuł utworu            | Muzyka | Długość |
| -- | ----------------------- | ------ | ------- |
| 1. | „Bricklayer”            | Mould  | 0:53    |
| 2. | „Tired of Doing Things” | Hart   | 0:58    |
| 3. | „You're Naive”          | Mould  | 0:53    |
| 4. | „Strange Week”          | Hart   | 0:57    |
| 5. | „Do the Bee”            | Hart   | 1:49    |
| 6. | „Big Sky”               | Mould  | 0:57    |
| 7. | „Ultracore”             | Mould  | 0:47    |
| 8. | „Let’s Go Die”          | Norton | 1:26    |
| 9. | „Data Control”          | Hart   | 5:28    |
|    |                         |        | 14:08   |

## Twórcy
- Grant Hart – perkusja, wokal
- Bob Mould – gitara elektryczna, wokal
- Greg Norton – gitara basowa, wokal

Produkcja
- Hüsker Dü – producent
- Steve Fjelstad – inżynier dźwięku, producent
- Kevin Gray – inżynier masteringu
- Doug Remley – inżynier dźwięku
- Terry Katzman – inżynier dźwięku
- Wayne B. Case – inżynier dźwięku